# Colonizarea asteroizilor
Asteroizii au fost sugerați de mult ca fiind un posibil viitor loc de colonizat pentru oameni. Această idee este populară în science fiction (SF). Minarea asteroizilor, un proces industrial propus prin care asteroizii sunt minați pentru materiale valoroase, în special pentru grupurile de metal platinum, pot fi automate sau pot necesita un echipaj pentru a rămâne la misiunea în curs.

## Avantaje
- Gravitația scăzută reduce masiv costul și riscul aterizării în comparație cu gravitatea mult mai ridicată de pe Lună sau Marte, și simplifică construcția tehnologică (precum macaralele).
- Un mare număr de posibile situri de excavat, cu peste 300.000 de asteroizi clasificați la zi
- Compoziția chimică a asteroizilor variază (vezi tipurile spectrale de asteroizi), oferind o varietate de materiale care pot fi folosite în construirea și alimentarea navetelor spațiale și construirii de habitate spațiale.
- Unii asteroizi care trec pe lângă pământ pot fi o bază pentru un comerț economic, și metalele valoroase pot fi trimise chiar înapoi pe Pământ sau pe alte lumi colonizate de la minele de pe asteriozi pentru câștiguri economice
- Rata suprafață-volum mare dă posibilitatea efectivă de explorare și exploatare a resurselor minerale și oferă porție maximă de teren folositor de construcție atât la exterior cât și la interior
- Vaccum ridicat și gravitatea scăzută facilitează evoluția unor industrii foarte avansate tehnologic cum ar fi ingineria materialelor sau aparate electronice fizice (creșterea cristalelor, epitaxy (?) )
- Mulți asteroizi (în special resturile unor comete ) conțin cantități mari (mai mult de 5% din compoziția locală) de apă și alte volatile, cum ar fi carbon, care sunt toate esențiale pentru dezvoltarea și apariția vieții. Aceste resurse nu numai că ar fi de folos coloniilor de pe asteroizi, dar ar putea fi și exportate în alte locații din sistemul solar unde sunt necesare, și pentru o fracțiune de cost energetic necesar pentru lansarea acestor materiale de pe obiectele mai mari cum ar fi Luna sau Marte.
- Isaac Asimov arată avantajele construirii orașelor în interiorul asteroizilor, din moment ce volumul tuturor asteroizilor adunați la un loc este o afacere mult mai bună decât construirea unei construcții de kilometri aici pe pământ, așadar aceasta ar putea susține o populație mai mare.

## Dezavantaje
- Gravitatea scăzută. Oamenii vor trebuie să se adapteze sau o formă de gravitație artificială va fi implementată pentru a putea susține formele de viață umane.
- Cei mai mulți asteroizi sunt departe de Soare. Centura de asteroizi este în medie de cel puțin 2 ori până la 4 ori distanța de la Soare la Pământ. Acest lucru înseamnă că energia solară disponibilă (constanta solară) este de la 4 la 16 ori mai scăzută decât pe orbita Pământului.
- Mulți asteroizi s-ar putea să fie doar aglomerații pierdute de praf și roci, ceea ce s-ar putea să fie foarte dificil de folosit.
- Asteroizii sunt vulernabili la radiația solară, fiind lipsiți de protecție totală sau parțială oferită de stratul de ozon pe Pământ. Lipsa magnetosferei (chiar dacă unii au un câmp magnetic, sunt considerați având un câmp mult mai mic decât cel al Pământului) joacă de asemenea un rol important în supraviețuirea oricărei forme de viață pe aceștia.
- Asteroizii nu au atmosferă deloc.
- Obiectele mai mici s-ar putea ciocni cu asteroizii producând daune semnificative.

## Asteroizi de interes special

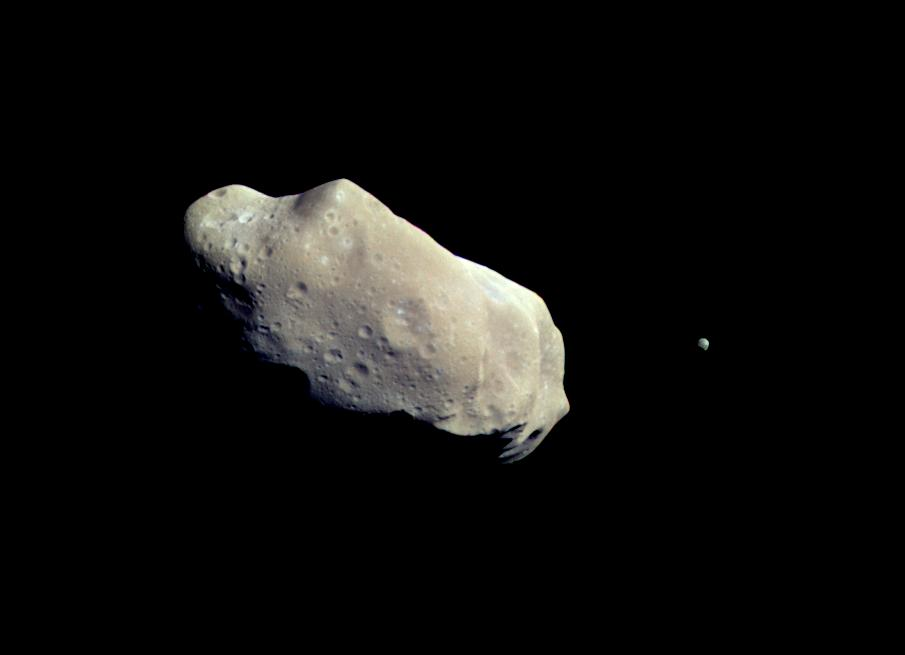
Asteroidul 243 Ida depășește 53 de km în lungime. Luna sa, Dactyl în spate în dreapta

- (6178) 1986 DA este un asteroid posibil metalic în apropierea Pământului.
- 216 Kleopatra este un asteroid metalic din centura de asteroizi.
- Unii asteroizi de tipul C pot avea și 10% apă reprezentând masa lor.